# Huapacal 1ra. Sección, Jalapa
Huapacal 1ra. Sección är en ort i Mexiko.   Den ligger i kommunen Jalapa och delstaten Tabasco, i den sydöstra delen av landet, 700 km öster om huvudstaden Mexico City. Huapacal 1ra. Sección ligger 15 meter över havet och antalet invånare är 243.
Terrängen runt Huapacal 1ra. Sección är mycket platt. Runt Huapacal 1ra. Sección är det ganska tätbefolkat, med 52 invånare per kvadratkilometer. Närmaste större samhälle är Río de Teapa, 19,4 km nordväst om Huapacal 1ra. Sección. Trakten runt Huapacal 1ra. Sección består till största delen av jordbruksmark.